# 妥得璘
妥得璘（19世纪—1872年），又作妥明，经名达吾提，清朝同治新疆回变起事领袖，东干回族，陕西（一说甘肃河州）人。
同治元年（1862年），同治陕甘回变，他游历河湟，到乌鲁木齐和提督参将索焕章交友，成为他的师傅。他还与马化龙相通。同治三年（1864年），库车起乱，乌鲁木齐官军赴援，他和索焕章趁机反清自立为清真王，建元清真二千八百九十三年。占据乌鲁木齐、玛纳斯、吐鲁番，屠杀官民两万余人。同治九年（1870年）春，击退浩罕国阿古柏侵犯。秋他兵敗求和。同治九年（1870年）夏，和漢族團練徐学功議和，把阿古柏逐出烏魯木齊。同治十一年（1872年）秋，阿古柏再犯烏魯木齊，妥得璘退守玛纳斯，城破自盡。